# Antwerp FC in het seizoen 2007/08
Dit artikel beschrijft de prestaties van de Belgische voetbalclub Antwerp FC in het seizoen 2007-08. De club trad in dit seizoen aan in de tweede klasse van het Belgisch voetbal.

## Kern 2007-08
- Hoofdcoach:  Warren Joyce
- Beloftetrainer:  Guy Van De Cauter
- Keeperstrainer:  Wim Coremans

| Nr. |                      | Positie | Speler                |
| --- | -------------------- | ------- | --------------------- |
| 1   | Vlag van Servië      | DM      | Predrag Ristovic      |
| 2   | Vlag van Zweden      | A       | Darko Lukanović       |
| 2   | Vlag van Nederland   | V       | Roel van Hemert       |
| 3   | Vlag van Nederland   | V       | Ray Fränkel           |
| 4   | Vlag van België      | V       | Ritchie De Laet       |
| 5   | Vlag van België      | V       | Bart De Corte         |
| 6   | Vlag van Guinee      | V       | Mohammed Cissé        |
| 6   | Vlag van Engeland    | V       | Michael Lea           |
| 6   | Vlag van Kazachstan  | V       | Maxim Zhalmagambetov  |
| 7   | Vlag van België      | M       | Alexandre Di Gregorio |
| 7   | Vlag van Nigeria     | V       | Bobsam Elejiko        |
| 8   | Vlag van België      | M       | Kevin Baert           |
| 9   | Vlag van Servië      | A       | Darko Pivaljević      |
| 10  | Vlag van Griekenland | A       | Stavros Glouftsis     |
| 11  | Vlag van Nigeria     | A       | Peter Utaka           |
| 12  | Vlag van Engeland    | V       | Craig Cathcart        |
| 12  | Vlag van Servië      | M       | Slobodan Slović       |
| 14  | Vlag van België      | M       | Spencer Verbiest      |

| Nr. |                        | Positie | Speler             |
| --- | ---------------------- | ------- | ------------------ |
| 16  | Vlag van Ghana         | V       | Ransford Addo      |
| 17  | Vlag van België        | M       | David Geeroms      |
| 18  | Vlag van Argentinië    | A       | Luciano Olguin     |
| 19  | Vlag van Togo          | M       | Souleymane Mamam   |
| 20  | Vlag van Engeland      | M       | Sean Doherty       |
| 20  | Vlag van België        | M       | Matthias Trenson   |
| 21  | Vlag van België        | DM      | Kevin Wauthy       |
| 22  | Vlag van Ierland       | M       | Richie Ryan        |
| 23  | Vlag van Noord-Ierland | V       | Henry McStay       |
| 23  | Vlag van België        | M       | Francesco Carratta |
| 33  | Vlag van Frankrijk     | M       | Marco Gbarssin     |
| 52  | Vlag van Servië        | M       | Žarko Jeličić      |
| ??  | Vlag van België        | DM      | Jochem Tanghe      |
| ??  | Vlag van België        | V       | Philippe Fostier   |
| ??  | Vlag van Engeland      | V       | Kirk Hilton        |
| ??  | Vlag van Kazachstan    | A       | Sergej Ostapenko   |
| ??  | Vlag van België        | M       | Franky Pelgrims    |

## Transfers 2007-08
| - Kevin Wauthy (AFC Tubize) - Stavros Glouftsis (Royale Union Saint-Gilloise) - Emmanuel Kenmogne (UR Namur) - Philippe Fostier (RE Virton) - Marco Gbarssin (RE Virton) - Ransford Addo (KMSK Deinze) - Richie Ryan (Boston United FC) - Sean Doherty (Accrington Stanley FC) - Ray Fränkel (HFC Haarlem) - David Geeroms (FCV Dender EH) - Bobsam Elejiko (KVC Westerlo) - Darko Pivaljević (Cercle Brugge) - Henry McStay (op leen van Manchester United) - Craig Cathcart (op leen van Manchester United) - Michael Lea (op leen van Manchester United) - Žarko Jeličić (Radnicki Pirot) - Matthias Trenson (Sint-Truidense VV) - Slobodan Slović (Cercle Brugge) - Francesco Carratta (op leen van Sint-Truidense VV) - Maxim Zhalmagambetov (FC Astana) - Sergej Ostapenko (op leen van Tobol Kustanai) | - Alexandre Di Gregorio (RKC Waalwijk) - Ritchie De Laet (Stoke City FC) - Mohammed Cissé (Bursaspor) - Sean Doherty (Sligo Rovers) - Henry McStay (einde leen) - Craig Cathcart (einde leen) - Michael Lea (einde leen) |

## Voorbereidingswedstrijden
|                     |              |                  |                     |                                                                           |
| 25 juli 2007 19.00u | Cappellen FC | 0-1              | Antwerp FC          | Jos Van Wellenstadion Toeschouwers: 2251 Scheidsrechter: Mirko Raymaekers |
| 25 juli 2007 19.00u |              | Wedstrijdverslag | 86' Roel van Hemert | Jos Van Wellenstadion Toeschouwers: 2251 Scheidsrechter: Mirko Raymaekers |

|                     |            |                  | |                                               |
| 28 juli 2007 16.00u | Antonia FC | 0-8              | Antwerp FC                                                                                               | Stadion Bethaniëlei Scheidsrechter: Dirk Smet |
| 28 juli 2007 16.00u |            | Wedstrijdverslag | 14' Luciano Olguin 36', 38' Peter Utaka 71', 89' Sean Doherty 73', 86' Emmanuel Kenmogne 75' Kevin Baert | Stadion Bethaniëlei Scheidsrechter: Dirk Smet |

|                     |                    |                  |                  |                                                                  |
| 31 juli 2007 20.00u | Antwerp FC         | 1-1              | Ipswich Town FC  | Bosuilstadion Toeschouwers: 3223 Scheidsrechter: Peter Vervecken |
| 31 juli 2007 20.00u | 82' Luciano Olguin | Wedstrijdverslag | 85' Gary Roberts | Bosuilstadion Toeschouwers: 3223 Scheidsrechter: Peter Vervecken |

|                        |                  |     |            |                               |
| 4 augustus 2007 15.00u | Hull City AFC    | 0-0 | Antwerp FC | KC Stadium Toeschouwers: 4202 |
| 4 augustus 2007 15.00u | Wedstrijdverslag |     |            | KC Stadium Toeschouwers: 4202 |

|                        |                     |                  |                                                              |                                                                      |
| 7 augustus 2007 19.00u | Tubantia Borgerhout | 0-4              | Antwerp FC                                                   | Stadion Rivierenhof Toeschouwers: 1052 Scheidsrechter: Andy Matthijs |
| 7 augustus 2007 19.00u |                     | Wedstrijdverslag | 12' Marco Gbarssin 67' Souleymane Mamam 72', 77' Peter Utaka | Stadion Rivierenhof Toeschouwers: 1052 Scheidsrechter: Andy Matthijs |

|                         |                    |                  |                                       |                                                                        |
| 10 augustus 2007 19.30u | Hoogstraten VV     | 1-2              | Antwerp FC                            | Sportcomplex Seminarie Toeschouwers: 1255 Scheidsrechter: Jan Govaerts |
| 10 augustus 2007 19.30u | 58' Jimmy Fockaert | Wedstrijdverslag | 28' Peter Utaka 87' Stavros Glouftsis | Sportcomplex Seminarie Toeschouwers: 1255 Scheidsrechter: Jan Govaerts |

|                        |                     |                  |            |                                                                |
| 12 oktober 2007 19.00u | Excelsior Moeskroen | 1-0              | Antwerp FC | Le Canonnier Toeschouwers: 300 Scheidsrechter: Stephane Gleton |
| 12 oktober 2007 19.00u | 12' Drazen Govic    | Wedstrijdverslag |            | Le Canonnier Toeschouwers: 300 Scheidsrechter: Stephane Gleton |

## Beker van België 2007-08
|                         | |                  |                       |                                                               |
| 19 augustus 2007 16.00u | Antwerp FC | 8-0              | Cercle Sportif Onhaye | Bosuilstadion Toeschouwers: 2.500 Scheidsrechter: Stijn Moons |
| 19 augustus 2007 16.00u | 8', 65' Emmanuel Kenmogne 33' Alexandre Di Gregorio 55' Sean Doherty 59', 74' Peter Utaka 75', 87' Luciano Olguin | Wedstrijdverslag |                       | Bosuilstadion Toeschouwers: 2.500 Scheidsrechter: Stijn Moons |

|                         |                                 |                  |                                                                        |                                                            |
| 26 augustus 2007 16.00u | Antwerp FC                      | 2-3              | Oud-Heverlee Leuven                                                    | Bosuilstadion Toeschouwers: 4.500 Scheidsrechter: Tim Pots |
| 26 augustus 2007 16.00u | 30' Peter Utaka 64' Ray Fränkel | Wedstrijdverslag | 37' Toni Brogno 48' Henry McStay (own-goal) 81' Ray Fränkel (own-goal) | Bosuilstadion Toeschouwers: 4.500 Scheidsrechter: Tim Pots |

## Tweede klasse 2007-08
|                          |                       |                  |                             |                                                                |
| 22 september 2007 20.00u | Antwerp FC            | 1-1              | ROC de Charleroi-Marchienne | Bosuilstadion Toeschouwers: 4.054 Scheidsrechter: Gaetan Simon |
| 22 september 2007 20.00u | 28' Stavros Glouftsis | Wedstrijdverslag | 79' Karim Rouani            | Bosuilstadion Toeschouwers: 4.054 Scheidsrechter: Gaetan Simon |

|                          |                                                                   |                  |                       |                                                                         |
| 30 september 2007 20.00u | KV Kortrijk                                                       | 4-1              | Antwerp FC            | Guldensporenstadion Toeschouwers: 3.500 Scheidsrechter: Marc Goudeseune |
| 30 september 2007 20.00u | 18' Ernest Webnje Nfor 74', 78' Cédric Betremieux 82' Istvan Bakx | Wedstrijdverslag | 69' Stavros Glouftsis | Guldensporenstadion Toeschouwers: 3.500 Scheidsrechter: Marc Goudeseune |

|                       |                                 |                  |                    |                                                               |
| 6 oktober 2007 20.00u | Antwerp FC                      | 2-1              | KVSK United        | Bosuilstadion Toeschouwers: 4.750 Scheidsrechter: Bart Defour |
| 6 oktober 2007 20.00u | 13' Kevin Baert 40' Ray Fränkel | Wedstrijdverslag | 12' Marcos Pereira | Bosuilstadion Toeschouwers: 4.750 Scheidsrechter: Bart Defour |

|                        |                  |                  |                    |                                                                    |
| 20 oktober 2007 20.00u | AFC Tubize       | 1-1              | Antwerp FC         | Stade Leburton Toeschouwers: 2.950 Scheidsrechter: Christof Virant |
| 20 oktober 2007 20.00u | 5' Jérémie Njock | Wedstrijdverslag | 38' Craig Cathcart | Stade Leburton Toeschouwers: 2.950 Scheidsrechter: Christof Virant |

|                        |                                        |                  |             |                                                                     |
| 21 oktober 2007 15.00u | Antwerp FC                             | 3-0              | KSK Beveren | Bosuilstadion Toeschouwers: 5.500 Scheidsrechter: Laurent Colemonts |
| 21 oktober 2007 15.00u | 37' Žarko Jeličić 59', 78' Peter Utaka | Wedstrijdverslag |             | Bosuilstadion Toeschouwers: 5.500 Scheidsrechter: Laurent Colemonts |

|                        |               |                  |                  |                                                                |
| 28 oktober 2007 15.00u | KAS Eupen     | 1-1              | Antwerp FC       | Kehrwegstadion Toeschouwers: 2.701 Scheidsrechter: Stijn Moons |
| 28 oktober 2007 15.00u | 58' Yve Thijs | Wedstrijdverslag | 35' Sean Doherty | Kehrwegstadion Toeschouwers: 2.701 Scheidsrechter: Stijn Moons |

|                        |                                       |                  |                 |                                                                        |
| 4 november 2007 15.00u | Royale Union Saint-Gilloise           | 2-1              | Antwerp FC      | Joseph Marienstadion Toeschouwers: 2.006 Scheidsrechter: Gunter Boelen |
| 4 november 2007 15.00u | 6' Kevin Nicaise 14' Stéphane Stassin | Wedstrijdverslag | 78' Kevin Baert | Joseph Marienstadion Toeschouwers: 2.006 Scheidsrechter: Gunter Boelen |

|                         |                                            |                  |                     |                                                                    |
| 10 november 2007 20.00u | Antwerp FC                                 | 3-1              | KMSK Deinze         | Bosuilstadion Toeschouwers: 3.750 Scheidsrechter: Philippe Flament |
| 10 november 2007 20.00u | 42' Stavros Glouftsis 60', 83' Peter Utaka | Wedstrijdverslag | 22' Matthias Velghe | Bosuilstadion Toeschouwers: 3.750 Scheidsrechter: Philippe Flament |

|                         |                                             |                  |                        |                                                                   |
| 14 november 2007 20.00u | Antwerp FC                                  | 3-1              | KFC VW Hamme           | Bosuilstadion Toeschouwers: 3.250 Scheidsrechter: Stephane Gleton |
| 14 november 2007 20.00u | 5', 71' Stavros Glouftsis 65' David Geeroms | Wedstrijdverslag | 17' Daniël De Oliveira | Bosuilstadion Toeschouwers: 3.250 Scheidsrechter: Stephane Gleton |

|                         |                            |                  |                   |                                                                            |
| 18 november 2007 15.00u | UR Namur                   | 2-1              | Antwerp FC        | Stade Communal des Bas-Prés Toeschouwers: 2.500 Scheidsrechter: Sam Loeman |
| 18 november 2007 15.00u | 58', 63' Christophe Coppel | Wedstrijdverslag | 68' David Geeroms | Stade Communal des Bas-Prés Toeschouwers: 2.500 Scheidsrechter: Sam Loeman |

|                        |                |                  |                     |                                                             |
| 1 december 2007 20.00u | Antwerp FC     | 1-1              | Oud-Heverlee Leuven | Bosuilstadion Toeschouwers: 3.500 Scheidsrechter: Ed Jansen |
| 1 december 2007 20.00u | 8' Peter Utaka | Wedstrijdverslag | 64' Kevin Janssens  | Bosuilstadion Toeschouwers: 3.500 Scheidsrechter: Ed Jansen |

|                        |                                       |                  |                 |                                                               |
| 8 december 2007 20.00u | KFC Verbroedering Geel                | 2-1              | Antwerp FC      | De Leunen Toeschouwers: 3.000 Scheidsrechter: Philip Vermeire |
| 8 december 2007 20.00u | 69' Joeri Coomans 81' Bram Oostvogels | Wedstrijdverslag | 34' Peter Utaka | De Leunen Toeschouwers: 3.000 Scheidsrechter: Philip Vermeire |

|                         |                       |                  |                      |                                                                        |
| 15 december 2007 20.00u | Antwerp FC            | 1-0              | KV Red Star Waasland | Bosuilstadion Toeschouwers: 2.750 Scheidsrechter: Sébastien Delferière |
| 15 december 2007 20.00u | 89' Stavros Glouftsis | Wedstrijdverslag |                      | Bosuilstadion Toeschouwers: 2.750 Scheidsrechter: Sébastien Delferière |

|                         |                  |     |            |                                                                   |
| 22 december 2007 20.00u | RE Virton        | 0-0 | Antwerp FC | Stade Yvan Georges Toeschouwers: 1.750 Scheidsrechter: Raf Bylois |
| 22 december 2007 20.00u | Wedstrijdverslag |     |            | Stade Yvan Georges Toeschouwers: 1.750 Scheidsrechter: Raf Bylois |

|                         |            |                  |                    |                                                               |
| 29 december 2007 20.00u | Antwerp FC | 0-1              | RFC Tournai        | Bosuilstadion Toeschouwers: 5.350 Scheidsrechter: Gerd Bylois |
| 29 december 2007 20.00u |            | Wedstrijdverslag | 57' Thibaut Thonon | Bosuilstadion Toeschouwers: 5.350 Scheidsrechter: Gerd Bylois |

|                       |                    |                  |                                      |                                                                                 |
| 5 januari 2008 20.00u | K. Lierse SK       | 1-2              | Antwerp FC                           | Herman Vanderpoortenstadion Toeschouwers: 7.506 Scheidsrechter: Marc Goudeseune |
| 5 januari 2008 20.00u | 16' Charlie Miller | Wedstrijdverslag | 6' Peter Utaka 88' Stavros Glouftsis | Herman Vanderpoortenstadion Toeschouwers: 7.506 Scheidsrechter: Marc Goudeseune |

|                        |             |                  |                                        |                                                                  |
| 20 januari 2008 15.00u | KV Oostende | 0-2              | Antwerp FC                             | Albertparkstadion Toeschouwers: 2.406 Scheidsrechter: Yuri Cosco |
| 20 januari 2008 15.00u |             | Wedstrijdverslag | 48' Darko Pivaljević 72' Žarko Jeličić | Albertparkstadion Toeschouwers: 2.406 Scheidsrechter: Yuri Cosco |

|                        |                                  |                  |                                  |                                                                               |
| 23 januari 2008 20.00u | ROC de Charleroi-Marchienne      | 2-1              | Antwerp FC                       | Stade du Pays de Charleroi Toeschouwers: 4.200 Scheidsrechter: Karim Saadouni |
| 23 januari 2008 20.00u | 50' Karim Rouani 63' Damos Banga | Wedstrijdverslag | 84' (pen.) Alexandre Di Gregorio | Stade du Pays de Charleroi Toeschouwers: 4.200 Scheidsrechter: Karim Saadouni |

|                        |                      |                  |                                       |                                                                      |
| 26 januari 2008 20.00u | Antwerp FC           | 1-2              | KV Kortrijk                           | Bosuilstadion Toeschouwers: 8.750 Scheidsrechter: Joeri Van De Velde |
| 26 januari 2008 20.00u | 75' Spencer Verbiest | Wedstrijdverslag | 67' Cédric Betremieux 80' Istvan Bakx | Bosuilstadion Toeschouwers: 8.750 Scheidsrechter: Joeri Van De Velde |

|                        |                         |                  |                 |                                                                                    |
| 2 februari 2008 20.00u | KVSK United             | 2-1              | Antwerp FC      | Stedelijk Sportstadion (Lommel) Toeschouwers: 4.250 Scheidsrechter: Stéphane Breda |
| 2 februari 2008 20.00u | 26', 28' Jochen Janssen | Wedstrijdverslag | 16' Ray Fränkel | Stedelijk Sportstadion (Lommel) Toeschouwers: 4.250 Scheidsrechter: Stéphane Breda |

|                        |            |                  |                               |                                                                       |
| 3 februari 2008 15.00u | KVK Tienen | 0-1              | Antwerp FC                    | Julien Bergéstadion Toeschouwers: 2.756 Scheidsrechter: Johan Verbist |
| 3 februari 2008 15.00u |            | Wedstrijdverslag | 67' (own-goal) Jonas Bogaerts | Julien Bergéstadion Toeschouwers: 2.756 Scheidsrechter: Johan Verbist |

|                        |                                                         |                  |                                            |                                                                  |
| 9 februari 2008 20.00u | Antwerp FC                                              | 3-2              | KVK Tienen                                 | Bosuilstadion Toeschouwers: 6.250 Scheidsrechter: Gino De Belder |
| 9 februari 2008 20.00u | 44' (pen.) Darko Pivaljević 55', 58' (pen.) Peter Utaka | Wedstrijdverslag | 23' Christophe Geebelen 65' Jonas Bogaerts | Bosuilstadion Toeschouwers: 6.250 Scheidsrechter: Gino De Belder |

|                         |                  |     |            |                                                                      |
| 23 februari 2008 20.00u | Antwerp FC       | 0-0 | AFC Tubize | Bosuilstadion Toeschouwers: 5.500 Scheidsrechter: Christophe Hemberg |
| 23 februari 2008 20.00u | Wedstrijdverslag |     |            | Bosuilstadion Toeschouwers: 5.500 Scheidsrechter: Christophe Hemberg |

|                     |             |                  | |                                                                    |
| 1 maart 2008 20.00u | KSK Beveren | 0-7              | Antwerp FC | Freethiel Toeschouwers: 8.750 Scheidsrechter: Sébastien Delferière |
| 1 maart 2008 20.00u |             | Wedstrijdverslag | 1' Francesco Carratta 41' (pen.) Peter Utaka 48', 70' Luciano Olguin 73' Spencer Verbiest 79' Stavros Glouftsis 82' Peter Utaka | Freethiel Toeschouwers: 8.750 Scheidsrechter: Sébastien Delferière |

|                     |                                                             |                  |           |                                                               |
| 8 maart 2008 20.00u | Antwerp FC                                                  | 3-0              | KAS Eupen | Bosuilstadion Toeschouwers: 7.500 Scheidsrechter: Stijn Moons |
| 8 maart 2008 20.00u | 20' Peter Utaka 38' (pen.) Darko Pivaljević 67' Peter Utaka | Wedstrijdverslag |           | Bosuilstadion Toeschouwers: 7.500 Scheidsrechter: Stijn Moons |

|                      |                     |                  |                    |                                                                                       |
| 15 maart 2008 20.00u | KMSK Deinze         | 1-1              | Antwerp FC         | Burgemeester Van de Wiele Stadion Toeschouwers: 2.750 Scheidsrechter: Christof Virant |
| 15 maart 2008 20.00u | 41' Matthias Velghe | Wedstrijdverslag | 52' Luciano Olguin | Burgemeester Van de Wiele Stadion Toeschouwers: 2.750 Scheidsrechter: Christof Virant |

|                      |                                                              |                  |                             |                                                                  |
| 22 maart 2008 20.00u | Antwerp FC                                                   | 4-1              | Royale Union Saint-Gilloise | Bosuilstadion Toeschouwers: 6.000 Scheidsrechter: Koen Verlinden |
| 22 maart 2008 20.00u | 9', 51' Luciano Olguin 56' Marco Gbarssin 92' Luciano Olguin | Wedstrijdverslag | 23' Stéphane Stassin        | Bosuilstadion Toeschouwers: 6.000 Scheidsrechter: Koen Verlinden |

|                      |                                           |                  |          |                                                                |
| 30 maart 2008 20.00u | Antwerp FC                                | 2-0              | UR Namur | Bosuilstadion Toeschouwers: 7.000 Scheidsrechter: Benoni Burie |
| 30 maart 2008 20.00u | 17' (pen.) Peter Utaka 29' Luciano Olguin | Wedstrijdverslag |          | Bosuilstadion Toeschouwers: 7.000 Scheidsrechter: Benoni Burie |

|                     |                                     |                  |                                   |                                                               |
| 5 april 2008 20.00u | Antwerp FC                          | 2-2              | KFC Verbroedering Geel            | Bosuilstadion Toeschouwers: 6.500 Scheidsrechter: Jimmy Verhe |
| 5 april 2008 20.00u | 46' Slobodan Slović 80' Peter Utaka | Wedstrijdverslag | 30' Robin Peeters 62' Zijad Jusic | Bosuilstadion Toeschouwers: 6.500 Scheidsrechter: Jimmy Verhe |

|                      |                                     |                  |                 |                                                          |
| 13 april 2008 15.00u | Oud-Heverlee Leuven                 | 2-1              | Antwerp FC      | Den Dreef Toeschouwers: 5.000 Scheidsrechter: Raf Bylois |
| 13 april 2008 15.00u | 39' Tail Schoonjans 42' Toni Brogno | Wedstrijdverslag | 73' Peter Utaka | Den Dreef Toeschouwers: 5.000 Scheidsrechter: Raf Bylois |

|                      |                           |                  |                                   |                                                              |
| 19 april 2008 20.00u | Antwerp FC                | 2-2              | RE Virton                         | Bosuilstadion Toeschouwers: 5.000 Scheidsrechter: Sam Loeman |
| 19 april 2008 20.00u | 58', 61' Darko Pivaljević | Wedstrijdverslag | 4' Moussa Koïta 76' Grégory Nicot | Bosuilstadion Toeschouwers: 5.000 Scheidsrechter: Sam Loeman |

|                      |                                  |                  |                                         |                                                            |
| 23 april 2008 20.30u | KV Red Star Waasland             | 3-3              | Antwerp FC                              | Freethiel Toeschouwers: 2.250 Scheidsrechter: Kenny Snoeck |
| 23 april 2008 20.30u | 20', 41', 57' Hervé Ndjana Onana | Wedstrijdverslag | 32' Luciano Olguin 50', 82' Peter Utaka | Freethiel Toeschouwers: 2.250 Scheidsrechter: Kenny Snoeck |

|                      |                                    |                  |             |                                                                 |
| 26 april 2008 20.00u | Antwerp FC                         | 2-0              | KV Oostende | Bosuilstadion Toeschouwers: 5.000 Scheidsrechter: Gunter Boelen |
| 26 april 2008 20.00u | 15' Luciano Olguin 66' Ray Fränkel | Wedstrijdverslag |             | Bosuilstadion Toeschouwers: 5.000 Scheidsrechter: Gunter Boelen |

|                      |              |                  |                                                 |                                                                                                |
| 27 april 2008 15.00u | KFC VW Hamme | 0-3              | Antwerp FC                                      | Gemeentelijk Stadion Vigor Wuitens Hamme Toeschouwers: 2.506 Scheidsrechter: Alexandre Boucaut |
| 27 april 2008 15.00u |              | Wedstrijdverslag | 3' Darko Pivaljević 11', 52' (pen.) Peter Utaka | Gemeentelijk Stadion Vigor Wuitens Hamme Toeschouwers: 2.506 Scheidsrechter: Alexandre Boucaut |

|                   |                  |     |            |                                                                       |
| 4 mei 2008 15.00u | RFC Tournai      | 0-0 | Antwerp FC | Stade Luc Varenne Toeschouwers: 1.756 Scheidsrechter: Philip Vermeire |
| 4 mei 2008 15.00u | Wedstrijdverslag |     |            | Stade Luc Varenne Toeschouwers: 1.756 Scheidsrechter: Philip Vermeire |

|                    |            |                  |                                         |                                                                   |
| 11 mei 2008 15.00u | Antwerp FC | 0-3              | K. Lierse SK                            | Bosuilstadion Toeschouwers: 14.000 Scheidsrechter: Serge Gumienny |
| 11 mei 2008 15.00u |            | Wedstrijdverslag | 28', 37' Peter Utaka 70' Luciano Olguin | Bosuilstadion Toeschouwers: 14.000 Scheidsrechter: Serge Gumienny |

## Eindronde
|                    |                   |                  |            |                                                                 |
| 17 mei 2008 20.00u | AFC Tubize        | 1-0              | Antwerp FC | Stade Leburton Toeschouwers: 2.256 Scheidsrechter: Benoni Burie |
| 17 mei 2008 20.00u | 21' Jérémie Njock | Wedstrijdverslag |            | Stade Leburton Toeschouwers: 2.256 Scheidsrechter: Benoni Burie |

|                    |                             |                  |                             |                                                                                        |
| 22 mei 2008 20.30u | Antwerp FC                  | 3-1              | KVSK United Overpelt-Lommel | Stedelijk Sportstadion (Lommel) Toeschouwers: 9.500 Scheidsrechter: Jérôme Efong Nzolo |
| 22 mei 2008 20.30u | 34', 41', 80' Žarko Jeličić | Wedstrijdverslag | 16' Kevin Oris              | Stedelijk Sportstadion (Lommel) Toeschouwers: 9.500 Scheidsrechter: Jérôme Efong Nzolo |

|                    |                      |                  |                                    |                                                              |
| 25 mei 2008 16.00u | Oud-Heverlee Leuven  | 1-2              | Antwerp FC                         | Den Dreef Toeschouwers: 6.506 Scheidsrechter: Stéphane Breda |
| 25 mei 2008 16.00u | 25' Sophiane Baghdad | Wedstrijdverslag | 13' Peter Utaka 60' Luciano Olguin | Den Dreef Toeschouwers: 6.506 Scheidsrechter: Stéphane Breda |

|                    |                    |                  |                     |                                                                      |
| 29 mei 2008 20.30u | Antwerp FC         | 1-0              | Oud-Heverlee Leuven | Bosuilstadion Toeschouwers: 12.506 Scheidsrechter: Claude Bourdouxhe |
| 29 mei 2008 20.30u | 49' Luciano Olguin | Wedstrijdverslag |                     | Bosuilstadion Toeschouwers: 12.506 Scheidsrechter: Claude Bourdouxhe |

|                    |            |                  |                    |                                                                   |
| 1 juni 2008 16.00u | Antwerp FC | 0-1              | AFC Tubize         | Bosuilstadion Toeschouwers: 15.506 Scheidsrechter: Serge Gumienny |
| 1 juni 2008 16.00u |            | Wedstrijdverslag | 31' Kevin Stuckens | Bosuilstadion Toeschouwers: 15.506 Scheidsrechter: Serge Gumienny |

|                    |                             |                  |                                                                           |                                                                                    |
| 5 juni 2008 20.30u | KVSK United Overpelt-Lommel | 1-4              | Antwerp FC                                                                | Stedelijk Sportstadion (Lommel) Toeschouwers: 1.450 Scheidsrechter: Karim Saadouni |
| 5 juni 2008 20.30u | 30' Kevin Oris              | Wedstrijdverslag | 13' Žarko Jeličić 60' Luciano Olguin 73' Manu Kenmogne 81' Luciano Olguin | Stedelijk Sportstadion (Lommel) Toeschouwers: 1.450 Scheidsrechter: Karim Saadouni |

## Eindstand
|   |    |                             | P  | W  | G  | V  | +  | -  | DS  | Ptn |
| - | -- | --------------------------- | -- | -- | -- | -- | -- | -- | --- | --- |
| K | 1  | KV Kortrijk                 | 36 | 23 | 7  | 6  | 73 | 35 | 38  | 76  |
| E | 2  | AFC Tubize                  | 36 | 19 | 9  | 8  | 49 | 29 | 20  | 66  |
| E | 3  | Oud-Heverlee Leuven         | 36 | 19 | 6  | 11 | 61 | 41 | 20  | 63  |
| E | 4  | KVSK United Overpelt-Lommel | 36 | 16 | 12 | 8  | 51 | 36 | 15  | 60  |
| E | 5  | R. Antwerp FC               | 36 | 16 | 11 | 9  | 64 | 38 | 26  | 59  |
|   | 6  | R. Excelsior Virton         | 36 | 15 | 11 | 10 | 56 | 44 | 12  | 56  |
|   | 7  | K. Lierse SK                | 36 | 15 | 8  | 13 | 47 | 36 | 11  | 53  |
|   | 8  | KFC Vigor Wuitens Hamme     | 36 | 14 | 7  | 15 | 56 | 44 | 12  | 49  |
|   | 9  | KSK Beveren                 | 36 | 14 | 6  | 16 | 48 | 56 | -8  | 48  |
|   | 10 | KVK Tienen                  | 36 | 13 | 9  | 14 | 50 | 52 | -2  | 48  |
|   | 11 | ROC de Charleroi-Marchienne | 36 | 13 | 7  | 16 | 40 | 54 | -14 | 46  |
|   | 12 | RFC Tournai                 | 36 | 12 | 10 | 14 | 34 | 37 | -3  | 46  |
|   | 13 | KAS Eupen                   | 36 | 11 | 12 | 13 | 45 | 49 | -4  | 45  |
|   | 14 | KV Red Star Waasland        | 36 | 10 | 13 | 13 | 46 | 47 | -1  | 43  |
|   | 15 | KMSK Deinze                 | 36 | 10 | 13 | 13 | 44 | 58 | -14 | 43  |
|   | 16 | KV Oostende                 | 36 | 11 | 9  | 16 | 44 | 59 | -15 | 42  |
| E | 17 | UR Namur                    | 36 | 10 | 11 | 15 | 50 | 63 | -13 | 41  |
| D | 18 | R. Union Saint-Gilloise     | 36 | 11 | 7  | 18 | 47 | 61 | -14 | 40  |
| D | 19 | KFC Verbroedering Geel      | 36 | 4  | 4  | 28 | 33 | 99 | -66 | 16  |

## Eindstand eindronde
|  |   |               | P | W | G | V | + | -  | DS | Ptn |
|  | - | ------------- | - | - | - | - | - | -- | -- | --- |
|  | 1 | AFC Tubize    | 6 | 6 | 0 | 0 | 9 | 1  | 8  | 18  |
|  | 2 | R. Antwerp FC | 6 | 4 | 0 | 2 | 5 | 5  | 0  | 12  |
|  | 3 | KVSK United   | 6 | 2 | 0 | 4 | 6 | 12 | -6 | 6   |
|  | 4 | OH Leuven     | 6 | 0 | 0 | 6 | 2 | 9  | -7 | 0   |

1895/96 · 1896/97 · 1897/98 · 1898/99 · 1899/00 · 1900/01 · 1901/02 · 1902/03 · 1903/04 · 1904/05 · 1905/06 · 1906/07 · 1907/08 · 1908/09 · 1909/10 · 1910/11 · 1911/12 · 1912/13 · 1913/14 · 1914/15 · 1915/16 · 1916/17 · 1917/18 · 1918/19 · 
1919/20 · 1920/21 · 1921/22 · 1922/23 · 1923/24 · 1924/25 · 1925/26 · 1926/27 · 1927/28 · 1928/29 · 1929/30 · 1930/31 · 1931/32 · 1932/33 · 1933/34 · 1934/35 · 1935/36 · 1936/37 · 1937/38 · 1938/39 · 1939/40 · 1940/41 · 1941/42 · 1942/43 · 1943/44 · 1944/45 · 1945/46 · 1946/47 · 1947/48 · 1948/49 · 1949/50 · 1950/51 · 1951/52 · 1952/53 · 1953/54 · 1954/55 · 1955/56 · 1956/57 · 1957/58 · 1958/59 · 1959/60 · 1960/61 · 1961/62 · 1962/63 · 1963/64 · 1964/65 · 1965/66 · 1966/67 · 1967/68 · 1968/69 · 1969/70 · 1970/71 · 1971/72 · 1972/73 · 1973/74 · 1974/75 · 1975/76 · 1976/77 · 1977/78 · 1978/79 · 1979/80 · 1980/81 · 1981/82 · 1982/83 · 1983/84 · 1984/85 · 1985/86 · 1986/87 · 1987/88 · 1988/89 · 1989/90 · 1990/91 · 1991/92 · 1992/93 · 1993/94 · 1994/95 · 1995/96 · 1996/97 · 1997/98 · 1998/99 · 1999/00 · 2000/01 · 2001/02 · 2002/03 · 2003/04 · 2004/05 · 2005/06 · 2006/07 · 2007/08 · 2008/09 · 2009/10 · 2010/11 · 2011/12 · 2012/13 · 2013/14 · 2014/15 · 2015/16 · 2016/17 · 2017/18 · 2018/19 · 2019/20 · 2020/21 · 2021/22 · 2022/23 · 2023/24 · 2024/25